# Leptomastidea turba
Leptomastidea turba is een vliesvleugelig insect uit de familie Encyrtidae. De wetenschappelijke naam is voor het eerst geldig gepubliceerd in 2001 door Prinsloo.